# Фролы (Сметанинское сельское поселение)
Фролы — деревня в Смоленском районе Смоленской области России. Входит в состав Сметанинского сельского поселения. Население — 15 жителей (2007 год). 
Расположена в западной части области в 25 км к западу от Смоленска, в 1,5 км севернее автодороги М1 «Беларусь», на берегу реки Купринка. В 2,5 км северо-восточнее деревни расположена железнодорожная станция О.п. 416-й км на линии Смоленск — Витебск. 

## История
В годы Великой Отечественной войны деревня была оккупирована гитлеровскими войсками в июле 1941 года, освобождена в сентябре 1943 года. 